# Honoré Pons
Pour les articles homonymes, voir Pons.
Pierre-César Honoré Pons, né le 4 décembre 1773 à Paris et mort dans la même ville le 13 janvier 1851, est un horloger français. Installé d'abord comme pendulier à Paris, il est connu pour avoir relancé l'industrie horlogère à Saint-Nicolas-d'Aliermont (Normandie). Il a signé de très nombreux mécanismes de pendule de cheminée. 

Estampille Pons sur un mécanisme de pendule de l'horloger Farret, collection du Musée de l'horlogerie de Saint-Nicolas-d'Aliermont.

## Biographie
Peu de temps après sa naissance, ses parents s'installent à Grenoble. Honoré Pons poursuit ses études à Paris chez les jésuites de la rue Mouffetard et entre en apprentissage chez Antide Janvier en 1789. À la suite de la Révolution française, Pons doit interrompre sa formation. En 1798, il poursuit sa formation comme pendulier chez le prestigieux maître horloger Lepaute et la termine en 1802 par l'examen de maîtrise. En 1803, il s'installe pendulier rue de la Huchette à Paris, non loin de la place Saint-Michel où travaillent les grands horlogers comme Berthoud, Breguet ou Lépine. Comme les affaires ne marchent pas bien en raison des bouleversements politiques, Pons doit honorer les commandes d'autres maîtres horlogers pour ne pas mourir de faim. Il n'en reste pas moins qu'il est en même temps un inventeur, à qui l'on doit une série de premières machines pour la fabrication de mouvements d'horlogerie. En 1804, l'Académie des sciences de Paris fait l'éloge des inventions de Pons et de la précision de ses mouvements.
En 1806,  Jacques-Fortunat Savoye-Rollin, préfet de Seine-Inférieure, s'adresse au comte Jean-Baptiste Nompère de Champagny, ministre de l'Intérieur et de l'Industrie de Napoléon, pour trouver un bon maître horloger capable de relancer l'industrie horlogère française, laissée à l'abandon et en faillite à la suite de la Révolution. L'Académie recommande Pons au ministre, qui reçoit une offre financièrement très intéressante du gouvernement français pour le nommer à la tête de l'industrie horlogère du Nord de la France. Grâce à cette manne financière, Pons peut régler toutes ses dettes et devient un homme riche. Dès 1808, il avait remis en marche l'industrie horlogère près de Dieppe grâce à ses méthodes de production rationnelles en série et commença à réaliser de gros bénéfices, ce qui permit à l'État de percevoir à nouveau d'importantes recettes fiscales provenant de la production horlogère. Pour la première fois dans l'histoire de l'Europe, il assura une égalité totale entre les femmes et les hommes dans la fabrication des montres. De plus, les femmes et les hommes étaient payés de la même manière. Grâce à ses machines, qui non seulement accéléraient la production de montres, mais assuraient également une qualité élevée et constante, Pons parvint à atteindre le seuil de rentabilité au bout de trois ans.
À la demande du Comité des Arts mécaniques, la Société des Arts examina l'un des mouvements que Pons avait fabriqués à Saint-Nicolas-d'Aliermont. Le célèbre horloger Abraham Louis Breguet écrivit dans son analyse : « J’ai examiné moi-même avec le plus grand soin, et fait visiter à fond par des penduliers honnêtes et bons praticiens, le mouvement de pendule que M. Pons a présenté à la Société. Nous avons jugé que si cet artiste peut continuer de fournir au commerce des mouvements de cette qualité pour 40 F (francs), il aura fait faire un très grand pas aux moyens d’exécution de cette partie de l’horlogerie, qui est véritablement la première à soigner pour faire de bonnes pendules. 
Le mouvement de M. Pons est très supérieur à ceux de dimensions égales, qui se vendent 50 F, et il a encore sur eux l’avantage d’avoir des dentures bien formées et très égales, ce qui est fort important, et ce qu’on rencontre malheureusement trop rarement dans les ouvrages de fabrique. La cage de celui-ci est remarquablement bien montée, les pignons sont ronds et les tiges bien trempées.
Il suit de ce qui précède que M. Pons est parvenu à faire des mouvements de pendule qu’il peut livrer à environ un cinquième meilleur marché ; ils sont beaucoup mieux exécutés et d’une qualité supérieure à ceux qu’on a pu se procurer jusqu’à présent dans toutes les fabriques. En perfectionnant ainsi un art qui a tant de consommateurs, M. Pons est directement utile au commerce et au public, et mérite par là tout l’encouragement que la Société peut se permettre de lui accorder. »
Les montres que Pons produisait à Saint-Nicolas et vendait dans son propre magasin de la rue de la Barillerie à Paris, sur l'île de la Cité, étaient de grande qualité. En 1809, il reçoit la médaille d'or de la Société libre d'émulation de Rouen. En 1806 et 1819, Pons remporte deux médailles d'argent pour ses mouvements aux expositions des produits de l'industrie française à Paris. En 1823, il obtient à nouveau une médaille d'argent. En 1825, 1827 et 1834, il remporte à chaque fois la médaille d'or pour ses mouvements et leurs échappements. En 1839 et 1844, Pons a également remporté la médaille d'or. En 1838, la Société d'encouragement pour l'industrie nationale lui décerne une médaille d'or pour la fabrication de mouvements d'horlogerie.

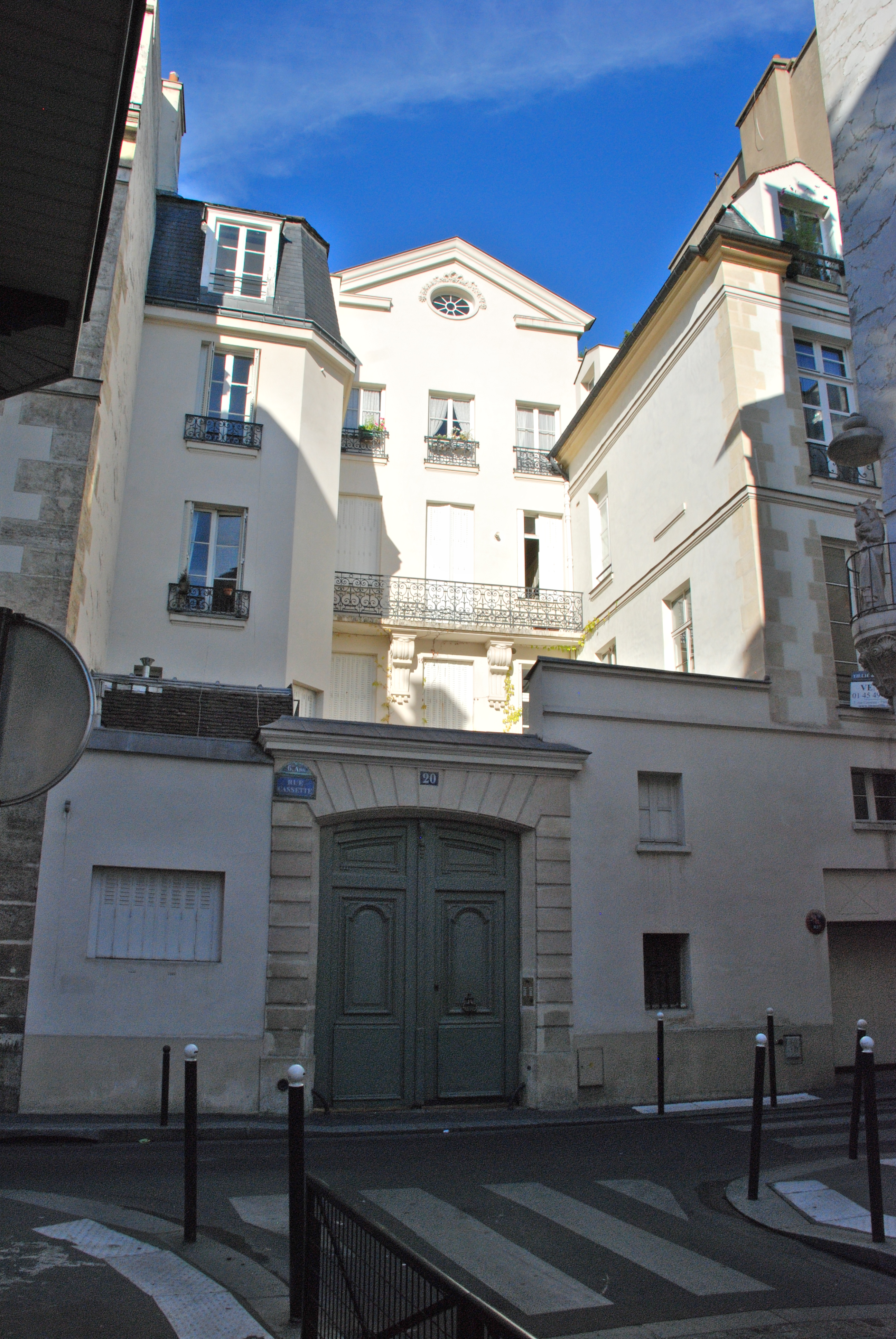
L’hôtel particulier du 20 rue Cassette à Paris.

En 1839, il est décoré de la croix de chevalier de la Légion d'honneur par le roi Louis-Philippe Ier. En 1846, voyant sa santé décliner, il vend ses ateliers à Boromé Delépine et se retire dans un hôtel particulier parisien situé au no 20 rue Cassette. Il meurt le 13 janvier 1851 et est inhumé au cimetière du Montparnasse.
La ville de Saint-Nicolas-d'Aliermont a rendu hommage aux mérites de Pons à titre posthume en donnant son nom à une rue, le chemin Honoré-Pons, ainsi qu'à une école, le lycée professionnel Honoré-Pons.
Une collection importante de mécanismes signés Honoré Pons est conservée au musée des Arts et Métiers, une collection de pendules et pendulettes au musée de l'Horlogerie de Saint-Nicolas-d'Aliermont.

## Distinctions
- Chevalier de la Légion d'honneur (1839)[9].